# گمینا لوبومیژ
گمینا لوبومیژ (به لهستانی:  Gmina Lubomierz) یک گمینا در لهستان است که در شهرستان لوووک شلانسکی واقع شده‌است. گمینا لوبومیژ ۱۳۰٫۳۹ کیلومتر مربع مساحت و ۵٬۹۳۳ نفر جمعیت دارد.